# میلتون، کانزاس
میلتون (به انگلیسی: Milton) یک منطقهٔ مسکونی در ایالات متحده آمریکا است که در شهرستان سامنر، کانزاس واقع شده‌است. میلتون ۴۴۸٫۹۸ متر بالاتر از سطح دریا واقع شده‌است.